# Bear Seamount
El Bear Seamount es un guyot o volcán submarino de cumbre plana en el océano Atlántico norte. Es el más antiguo de los montes submarinos de Nueva Inglaterra, estuvo activo hace más de 100 millones de años. Se formó cuando la placa de América del Norte se desplazó sobre el punto caliente de Nueva Inglaterra. Se encuentra dentro del Monumento Nacional de cañones y formaciones submarinas del Nordeste, que fue creado por el presidente de los Estados Unidos, Barack Obama, para proteger la biodiversidad de la montaña submarina.

## Formación
Bear Seamount es el primer guyot de una cadena de aproximadamente 30 volcanes extintos que se extiende en línea recta hacia el sudeste desde el borde de la plataforma continental a unos 320 km mar adentro desde West Hole, Massachusetts hacia el noreste de las Bermudas. Estas montañas submarinas son producto del desplazamiento de un penacho en un punto caliente del manto. Este punto caliente ahora se encuentra debajo de la gran montaña submarina Meteor. La cadena se eleva unos 4000 m  por encima de la llanura abisal de Sohm. A lo largo de los tiempos estos volcanes han sido erosionados y han desarrollado cumbres planas en forma de mesa rodeadas por pendientes con una inclinación de aproximadamente 20 °C. Las corrientes en las cercanías de la montaña submarina Bear incluyen la corriente cálida del Golfo que fluye hacia el noreste, la profunda corriente fronteriza que fluye a lo largo de la plataforma continental hacia el suroeste, y el flujo profundo de agua fría de la Antártida que pasa por los flancos inferiores de la cadena.
La montaña submarina Bear se eleva aproximadamente de 2000 a 3000 m sobre el fondo marino circundante y la cumbre aproximadamente plana se encuentra a unos 1100 m por debajo de la superficie del mar. La parte superior está cubierta por una gruesa capa de sedimentos a través de la cual sobresalen rocas basálticas y trozos erráticos. Gran parte de este material ha caído desde arriba, probablemente de icebergs que se desplazaron hacia el sur durante el Pleistoceno.

## Biodiversidad

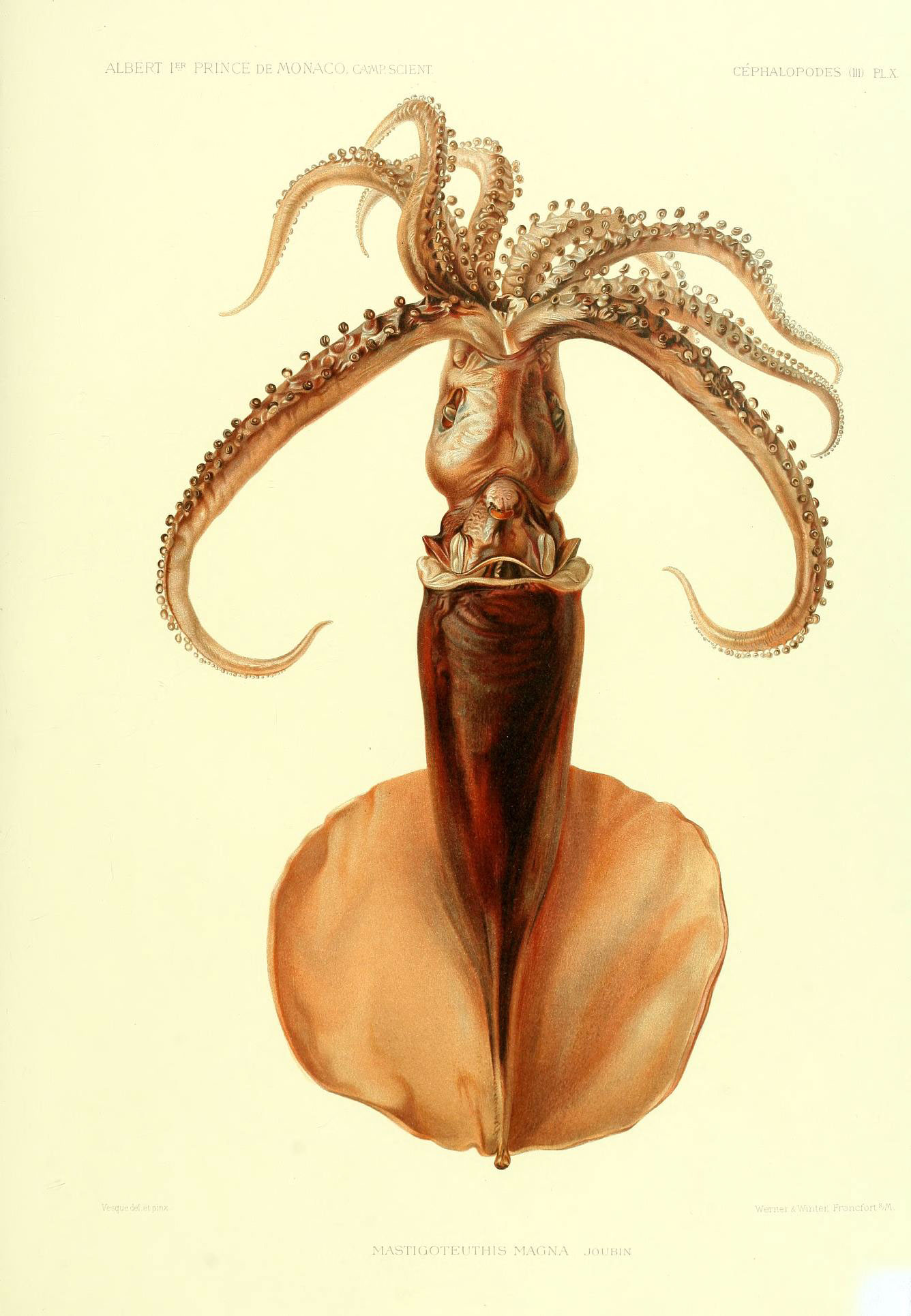
Holotipo de calamar Mastigoteuthis magna recolectado en inmediaciones de Bear Seamount

Debido a que se sabía poco sobre la biodiversidad de la Cadena de montes submarinos de Nueva Inglaterra, se organizó una expedición en el 2000. El barco de investigación de aguas profundas del Servicio Nacional de Pesquerías Marinas NOAA R/V Delaware II realizó 20 recorridos exploratorios con redes en cercanías de Bear Seamount y unas 274 especies marinas fueron recolectadas. Estas incluyeron 115 especies de peces, algunas de las cuales eran raras o no habían sido registradas en el Atlántico Norte occidental con anterioridad. El granadero de nariz redonda (Coryphaenoides rupestris) y el granadero de ojo de cebolla (Macrourus berglax) fueron las únicas especies de peces con algún potencial comercial, se los capturó en aguas a profundidades de entre 1100 y 1800 m y alcanzaron hasta  1 m de longitud. Un pez común pero mucho más pequeño capturado fue Aldrovandia phalacra.
Veintiséis especies de cefalópodos fueron recolectados incluyendo calamares como Mastigoteuthis agassizii y Mastigoteuthis magna. Otros invertebrados capturados con redes de arrastre a lo largo de la superficie de la montaña submarina incluyeron 46 especies de crustáceos, como las gambas Sergestes spp. y Acanthephyra spp., y el camarón Pasiphaea spp. También se encontró Lophelia pertusa una especie de coral de aguas profundas formador de bancos, donde se asentaba una comunidad de gusanos, hidroides y otros corales. Se observó una muy abundante población de estrellas frágiles, especialmente Ophiomusium lymani, también abundaban el erizo de mar Echinus affinis, la estrella de mar Neomorphaster forcipatus, mísidos y varios escifozoos.